# Khwahan

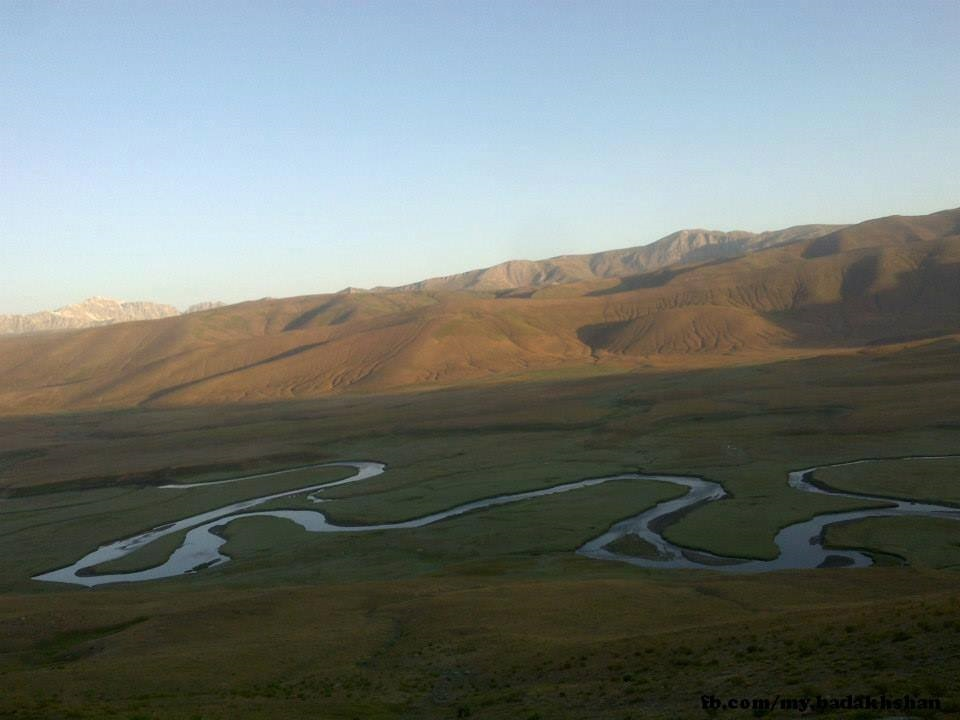

Le district de Khwahan (persan : شهرستان خواهان pachto : دخواهان ولسوالی) est l'un des 28 districts-provinces du Badakhchan, dans le nord de l'Afghanistan, avec près de 25 000 personnes. Le centre-ville se trouve à une altitude de 1 040 m. Les habitants de la ville se composent de Tadjiks parlant le dari (variante du persan).